# Kanton Landeck
Der Kanton Landeck war eine Verwaltungseinheit im Distrikt Hersfeld des Departements der Werra im napoleonischen Königreich Westphalen.  Der Kanton basierte auf dem vormaligen hessischen Amt Landeck. Hauptort und Sitz des Friedensgerichts für den Kanton war Schenklengsfeld im heutigen Landkreis Hersfeld-Rotenburg. Der Kanton umfasste 22 Dörfer und Weiler, hatte 3.965 Einwohner und eine Fläche von 2,55 Quadratmeilen.
Zum Kanton gehörten die Orte:
- Schenklengsfeld
- Malkomes mit Dinkelrode
- Oberlengsfeld mit Schenksolz und Lampertsfeld
- Wüstfeld mit Konrode und Landershausen
- Motzfeld, Hilmes, Wehrshausen mit Kohlhausen, Rimmerode, Thalhausen und Unterweisenborn
- Ransbach, Ausbach mit Nippe und Röhrigshof
- Mansbach mit Grieselborn[3]
- Oberbreitzbach, Glaam, Schwarzengrund und Grasgrube, Wenigentaft